# Перистоусые сомы
Перистоусые сомы, или мохоковые (лат. Mochokidae), — семейство лучепёрых рыб из отряда сомообразных. В состав семейства включают 10 родов с 209 видами.

## Описание
Перистоусые сомы имеют три пары усиков; носовые усики отсутствуют, а нижнечелюстные усики у многих видов имеют многочисленные разветвления. Жировой плавник обычно очень большой, а у двух видов имеет лучи.

### Распространение
Перистоусые сомы распространены в Африке.

## Роды
- Acanthocleithron
- Atopochilus
- Atopodontus
- Chiloglanis
- Euchilichthys
- Microsynodontis
- Mochokiella
- Mochokus
- Synodontis Cuvier, 1816 — Синодонты